# Ministerstwo Rynku Wewnętrznego
Ministerstwo Rynku Wewnętrznego – polskie ministerstwo istniejące w latach 1987–1991, powołane z zadaniem działania w obszarze; polityki spożycia, modelu konsumpcji i wspierania drobnej wytwórczości. Minister był członkiem Rady Ministrów.

## Ustanowienie urzędu
Na podstawie ustawy z 1987 r. o utworzeniu urzędu Ministra Rynku Wewnętrznego ustanowiono nowy urząd w miejsce zniesionego urzędu Ministerstwa Handlu Wewnętrznego i Usług. 

## Ministrowie
- Jerzy Jóźwiak (1987–1988)
- Marcin Nurowski (1988–1989)
- Aleksander Mackiewicz (1989–1991)

## Zakres działania urzędu
Do zadań Ministra Rynku Wewnętrznego należała; realizacja polityki państwa w zakresie funkcjonowania rynku wewnętrznego w stosunku do wszystkich podmiotów gospodarczych, niezależnie od formy własności, a w szczególności:
- opracowywanie założeń polityki gospodarczej w dziedzinie rynku wewnętrznego,
- tworzenie warunków do równoważenia podaży i popytu na rynku wewnętrznym,
- analizowanie i prognozowanie popytu konsumpcyjnego i produkcyjnego na surowce, materiały, towary i usługi,
- analizowanie i programowanie modelu konsumpcji,
- współudział w programowaniu zużycia surowców, materiałów i towarów na potrzeby produkcji i świadczenia usług,
- współdziałanie w opracowywaniu bilansów objętych narodowymi planami społeczno-gospodarczymi i centralnymi planami rocznymi oraz w pozostałym zakresie opracowywanie bilansów towarów i usług o podstawowym znaczeniu dla gospodarki narodowej,
- współdziałanie w programowaniu zmian strukturalnych produkcji przemysłowej oraz inicjowanie przedsięwzięć gospodarczych zmierzających do zwiększenia podaży towarów i usług,
- programowanie, organizowanie i nadzorowanie realizacji zamówień rządowych na materiały, towary i usługi,
- określanie poziomu i struktury rezerw celowych oraz dysponowanie nimi,
- współdziałanie w kształtowaniu narzędzi oddziaływania na rozmiary i strukturę popytu, w tym współdziałanie w kształtowaniu polityki cenowej,
- wspieranie rozwoju drobnej wytwórczości,
- tworzenie warunków do sprawnego funkcjonowania i organizacji handlu wewnętrznego i usług,
- analizowanie i programowanie rozwoju handlu wewnętrznego i usług,
- współdziałanie w kształtowaniu systemów ekonomiczno-finansowych jednostek gospodarczych reprezentujących różne formy własności, prowadzących działalność w zakresie handlu wewnętrznego i usług,
- programowanie wielkości i struktury zapasów na potrzeby handlu,
- ustalanie zasad obrotu deficytowymi surowcami, materiałami i towarami oraz współudział w ustalaniu zasad obrotu deficytowymi paliwami,
- organizowanie systemu i zapewnienie warunków do przepływu informacji naukowo-technicznej i ekonomicznej w zakresie handlu i usług między jednostkami handlowymi, dostawcami i odbiorcami,
- inicjowanie i podejmowanie działań organizacyjnych, ekonomicznych i prawnych sprzyjających konkurencji na rynku oraz współdziałanie w prowadzeniu polityki antymonopolowej,
- inicjowanie i programowanie form organizacyjnych prowadzenia działalności handlowej i usługowej,
- inicjowanie i rozszerzanie podaży poprzez wymianę towarową z zagranicą,
- tworzenie i inicjowanie tworzenia przedsiębiorstw państwowych, zakładanie i inicjowanie zakładania spółek oraz występowanie z inicjatywą tworzenia jednostek drobnej wytwórczości, a także innych jednostek organizacyjnych,
- kształtowanie zasad i realizacja polityki doboru, szkolenia i doskonalenia kadr kierowniczych,
- podejmowanie działań w celu podnoszenia jakości towarów i usług przeznaczonych na rynek oraz zapewnianie ochrony praw nabywców,
- współudział w ustalaniu i weryfikowaniu norm jakościowych na towary, materiały i surowce,
- ustalanie wykazu towarów objętych gwarancją producenta oraz szczegółowych warunków gwarancyjnych,
- tworzenie warunków do sprawnego funkcjonowania odbioru jakościowego w handlu,
- współdziałanie z organizacjami konsumenckimi i producentów w zakresie poprawy funkcjonowania handlu i usług oraz realizacji uprawnień konsumentów,
- wnioskowanie w sprawach oznaczania towarów państwowymi znakami jakości,
- określanie warunków świadczenia usług, w tym usług gastronomicznych, a także klasyfikacji obiektów gastronomicznych,
- wykonywanie zadań w zakresie obronności i bezpieczeństwa państwa oraz innych zadań określonych w odrębnych przepisach, w tym w zakresie gospodarki rezerwami państwowymi oraz gospodarki magazynowej.

## Nadane uprawnienia urzędowi
Minister Rynku Wewnętrznego wydawał:
- zakazy wprowadzania do obrotu towarów, materiałów i surowców nie odpowiadających obowiązującym normom,
- zakazy zakupu przez jednostki handlu wewnętrznego towarów o nieodpowiedniej jakości.

## Zniesienie urzędu
Na podstawie ustawy z 1991 r. o utworzeniu urzędu Ministra Przemysłu i Handlu zniesiono urząd Ministra Rynku Wewnętrznego.